# Хён
Хён (нем. Höhn) — община в Германии, в земле Рейнланд-Пфальц. 
Входит в состав района Вестервальд. Подчиняется управлению Вестербург.  Население составляет 3112 человек (на 31 декабря 2010 года). Занимает площадь 13,69 км².
Коммуна подразделяется на 4 сельских округа.